# 朱履诚
朱履诚，清朝人，是一名清朝政治人物。
朱履诚曾于光绪三十二年七月(1906年)接替宝康任延平府知府一职，光绪三十四年九月(1908年)由恽毓嘉接任。